# 北都留森林組合
北都留森林組合（きたつるしんりんくみあい）は山梨県の東部、上野原市、小菅村、丹波山村管内とする広域森林組合。所在地は上野原市上野原5273-2。

## 概要
組合管内は東京都に流れ込む多摩川、神奈川県へ流れる相模川の源流に位置する。管内森林面積は約25,000ヘクタール。これは日本の森林面積2,500万ヘクタールの約0.1%にあたる。多摩川、相模川のふたつの流域の中で、森林、林業問題を考える森づくりに取り組んでいる。